# Shining Force
Shining Force: The Legacy of Great Intention – taktyczna gra fabularna, wydana w roku 1992. Należy do serii Shining Force, Rozbudowana wersja tej gry, ze zmienioną grafiką, interfejsem oraz nowymi postaciami, pojawiła się w roku 2004 na Game Boy Advance, pod nazwą Shining Force: Resurrection of the Dark Dragon. Akcja gry dzieje się na kontynencie Rune, w królestie Guardiana, które zostało zaatakowane przez mroczne siły. Główny bohater, młody wojownik, został wybrany by zebrać drużynę i walczyć z nieprzyjacielem.

## Rozgrywka
Rozgrywka w grze dzieli się na dwie główne części – eksplorację miast i świata, oraz bitwy. W trakcie eksploracji świata, główny bohater może rozmawiać z postaciami niezależnymi, kupować nowy sprzęt u kupców oraz zmieniać skład drużyny na bitwy. Również w trakcie eksploracji można napotkać nowe postacie, dołączające do drużyny.
Bitwy z kolei odbywają się w turach, gdzie każda postać ma swoje miejsce w kolejce. Zadaniem gracza w nich jest pokonanie wrogów, albo zabicie wybranego przeciwnika. Każdy z podwładnych bohaterów należy do określonej klasy – są zarówno typowi wojownicy, łucznicy, jak i postacie magiczne. Do tego każda klasa ma określony awans, dający dostęp do nowych możliwości. Drużyna składa się z postaci należących do różnych ras, w tym centaurów czy humanoidalnych ptaków. W bitwie może uczestniczyć do 12 postaci kierowanych przez gracza. Pola bitew podzielone są na kwadraty – każda z postaci może poruszać się o ich określoną liczbę, zależną od terenu. Przegrane w bitwach nie oznaczają końca gry, postać gracza odradza się w najbliższej świątyni, tracąc część złota, jednak zachowując doświadczenie. Świątynie służą również do wskrzeszania członków drużyny, którzy polegli we wcześniejszych bitwach.